# Nikola Komazec
Nikola Komazec (serbisch-kyrillisch Никола Комазец; * 15. November 1987 in Titov Vrbas, Jugoslawien, heute Serbien) ist ein serbischer Fußballspieler.

## Karriere
Nikola Komazec verbrachte die meiste Zeit seiner Profilaufbahn bei Hajduk Kula. Dort spielte er insgesamt 7 Jahre und absolvierte 118 Spiele für den Verein. Dabei schoss er 16 Tore.
2011 wechselte er das erste Mal ins Ausland. Er unterschrieb einen Vertrag beim rumänischen Verein FC Petrolul Ploiești. Hier schoss er in 12 Spielen 2 Tore. 2012 schloss er sich dem slowenischen Verein NK Maribor an, wo er in 13 Spielen dreimal erfolgreich war. 2013 wechselte er den Kontinent. Er ging nach Asien und unterschrieb einen Vertrag beim thailändischen Erstligisten Suphanburi FC. Nach der Hinserie wechselte er wieder nach Europa. Hier spielte er 16 mal für FK Sarajevo, ein Verein aus Bosnien und Herzegowina. 2014 ging es wieder nach Asien. Er unterschrieb einen Vertrag beim südkoreanischen Club Busan IPark. Hier kam er allerdings nur einmal zum Einsatz. 2014 ging es zurück nach Europa. Er unterschrieb einen Vertrag beim FK Haugesund aus Norwegen. Hier spielte er für die erste und zweite Mannschaft. 2015 ließ er sich für 6 Monate nach Thailand zum Zweitligisten Pattaya United ausleihen. In den 6 Monaten wurde er Publikumsliebling und schoss in 14 Spielen 6 Tore. 2016 wechselte er von Norwegen nach Georgien zum FC Dinamo Batumi. Nach 13 Spielen und vier Toren ging es wieder nach Asien. Bei South China AA in Hongkong schoss er 13 Tore in 20 Spielen. Nach einem kurzen Intermezzo bei Salam Zgharta im Libanon 2017 ging er 2018 wieder nach Hongkong, wo er sich Hongkong Pegasus anschloss. Nach 5 Spielen wechselte er nach Indonesien zum Bhayangkara FC. In der Rückserie absolvierte er 12 Spiele und schoss 2 Tore. Seit 2018 spielt er wieder in Hongkong bei Southern District FC. Mit Southern stand er 2019 im Finale des Hong Kong FA Cup, das man jedoch mit 2:0 gegen Kitchee SC verlor. 2020 wechselte er zum Ligakonkurrenten Kitchee SC. Im Oktober 2020 feierte er mit Kitchee die Meisterschaft. Für den Verein stand er siebenmal auf dem Spielfeld und schoss dabei drei Tore. Von Oktober 2020 bis Januar 2021 war er vertrags- und vereinslos. Am 4. Februar 2021 unterschrieb er einen Vertrag beim slowakischen FC Košice. Der Verein aus Košice spielte in der zweiten Liga. Für Košice absolvierte er vier Zweitligaspiele. Im Juli 2021 zog es ihn wieder nach Thailand, wo er einen Vertrag beim Zweitligisten Kasetsart FC in der Hauptstadt Bangkok unterschrieb. Nach 15 Zweitligaspielen für den Hauptstadtverein wechselte zur Rückrunde 2021/22 zum Ligakonkurrenten Ayutthaya United FC. Für dem Klub aus Ayutthaya (Stadt)Ayutthaya absolvierte er 13 Zweitligaspiele. Nach der Saison ging er wieder nach Europa, wo er in Bosnien und Herzegowina einen Vertrag beim Erstligisten FK Sloboda Tuzla unterschrieb. Für den Verein aus Tuzla bestritt er 26 Erstligaspiele. Nach einer Saison wechselte er im Sommer in die zweite Liga, wo er einen Vertrag beim FK Rudar Prijedor in Prijedor unterschrieb. Nach 15 Ligaspielen, in denen er sechs Treffer erzielte, wechselte er im Februar 2024 zum Ligakonkurrenten FK Sloboda Tuzla. Hier bestritt er 26 Ligaspiele. Im Juli 2024 unterschrieb er einen Vertrag beim Erstligaabsteiger FK Zvijezda 09. Hier stand er bis Februar 2025 unter Vertrag. Für den Verein bestritt er zwölf Ligaspiele. Am 19. Februar 2025 kehrte er nach Serbien zurück. Hier nahm ihn der Drittligist FK Inđija unter Vertrag.

## Erfolge
NK Maribor
- Slowenischer Meister: 2012/13
- Slowenischer Supercup-Sieger: 2012

South China AA
- Hongkonger FA Cup-Finalist: 2016/17

Southern District FC
- Hongkonger FA Cup-Finalist: 2018/19

Kitchee SC
- Hongkonger Meister: 2019/20